# MAN Ackerdiesel

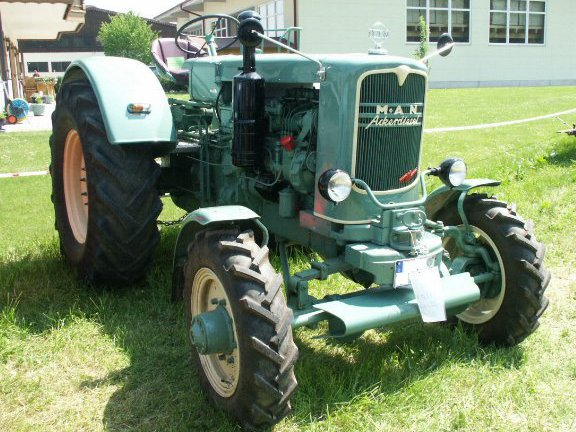
MAN Ackerdiesel

MAN Ackerdiesel byl obchodní název traktorů a zemědělských strojů, vyráběných mezi lety 1921 až 1962 německou firmou MAN AG.

## Historie
Prvním výrobkem se v roce 1921 stal tzv. rámový motorový pluh. Od roku 1923 byl vyráběn i malotraktor o výkonu 20 koní. Poté byla výroba traktorů pozastavena ve prospěch výnosnější výroby nákladních automobilů.
Na základě vysoké poptávky po traktorech, zejména ve východních oblastech Německa firma MAN v roce 1938 začala znovu s výrobou traktorů, tentokrát s motory o výkonu 50 koní (model MAN AS250). Traktor měl oproti konkurenčním nižší spotřebu paliva a i díky tomu se tohoto typu vyrobilo do konce roku 1944 přibližně 1 300 kusů, větší část výroby probíhala ve Francii u firmy Latil.
Po druhé světové válce vyráběla firma MAN opět traktory, většinou s náhonem na všechna kola, mezi nimi například typ AS 325A. V následujících letech MAN vyrobil celkem 50 000 traktorů s motory od 14 do 60 koní. Německý i mezinárodní trh v oblasti zemědělské techniky byl v tomto období naplněn, a tak MAN sloučil výrobu s firmou Porsche Traktor. Porsche však o rok později spolupráci ukončil a to vedlo k zániku výroby traktorů MAN Ackerdiesel.
Maska chladiče traktorů MAN Ackerdiesel byla designována podobně jako u tehdejších nákladních vozů MAN a nesla nápis „MAN Diesel“. Dnes jsou traktory MAN oblíbeným sběratelským artiklem.

## Přehled typů
K značení traktorů byla použita písmena:
- A = Allradantrieb (náhon na všechna kola)
- H = Hinterradantrieb (náhon na zadní nápravu)
- u označení třemi znaky udává první číslo počet hnaných kol

| - motorový pluh - tahač - AS 250 - AS 325A a AS 325H - AS 330A a AS 330H - AS 430A a AS 430H - AS 440A a AS 440H - AS 542A - AS 718A - B42A - B45A - 2K1 - 4K1 Allrad - B18 (v provedeních A, A/0, A/1) - A25A a A25H - A32A a A32H - C40A a C40H - D40 Allrad (4R1) | - 4R2 - 2R2 (H) - 4S1 - 2S1 (H) - 4S2 - 2S2 (H) - 4T1 - 2K3 - 2F1 - 2F1S (s úzkým rozchodem) - 2L3 - 2N1 - 4N2 Allrad - 2P1 - 4P1 Allrad - 2R3 - 4R3 Allrad |

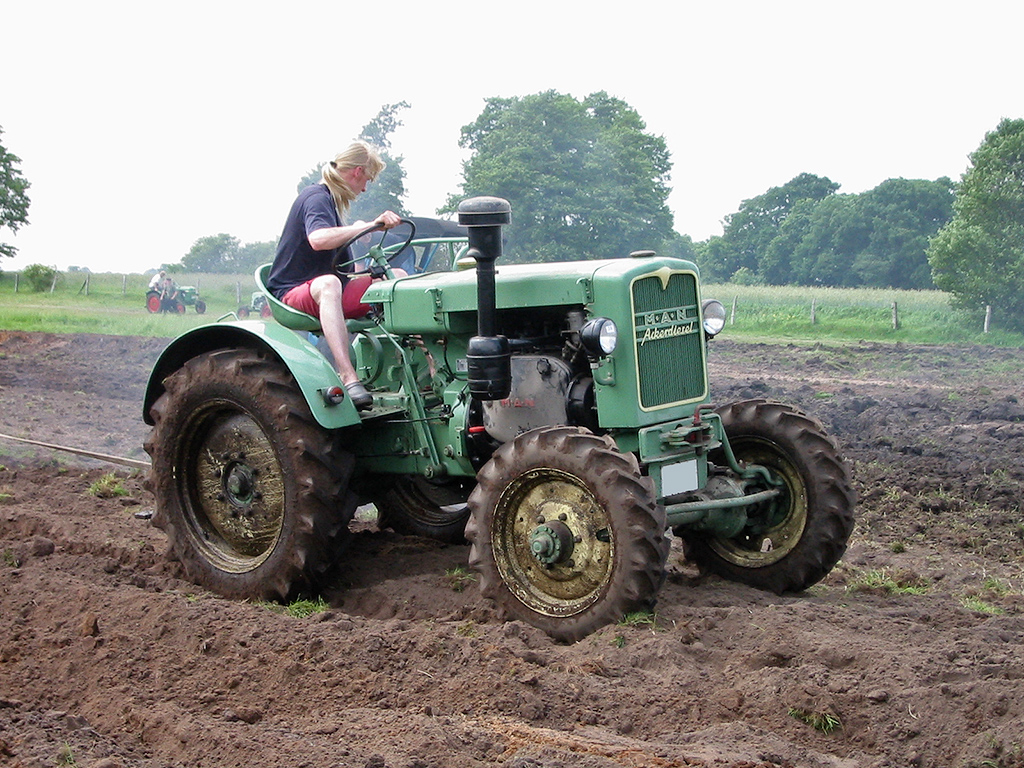
MAN Ackerdiesel
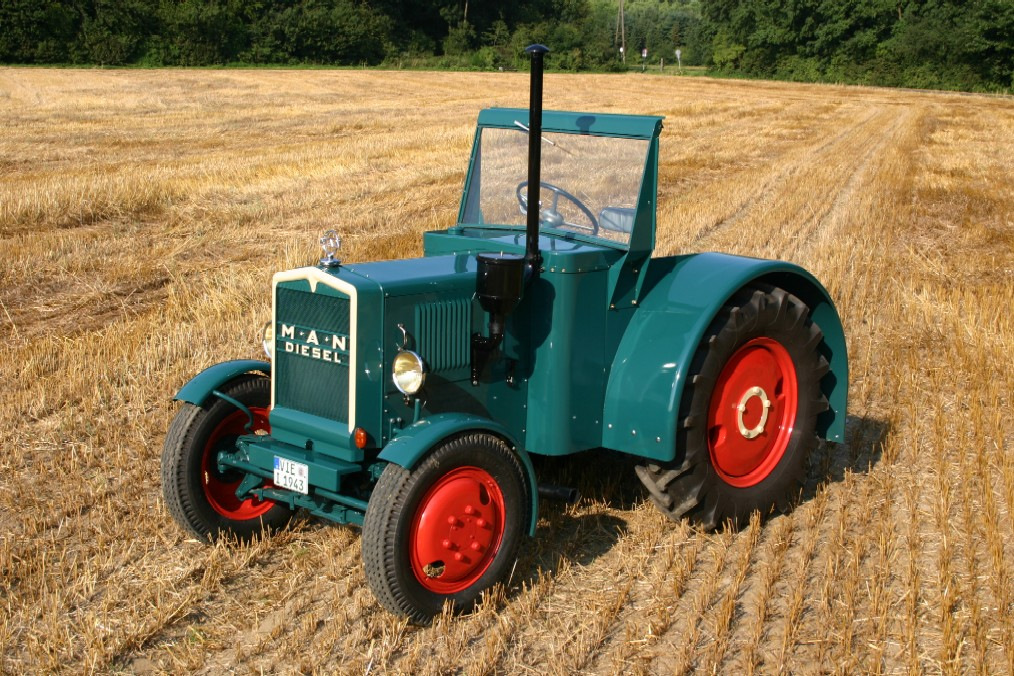
MAN AS 250 (1943)
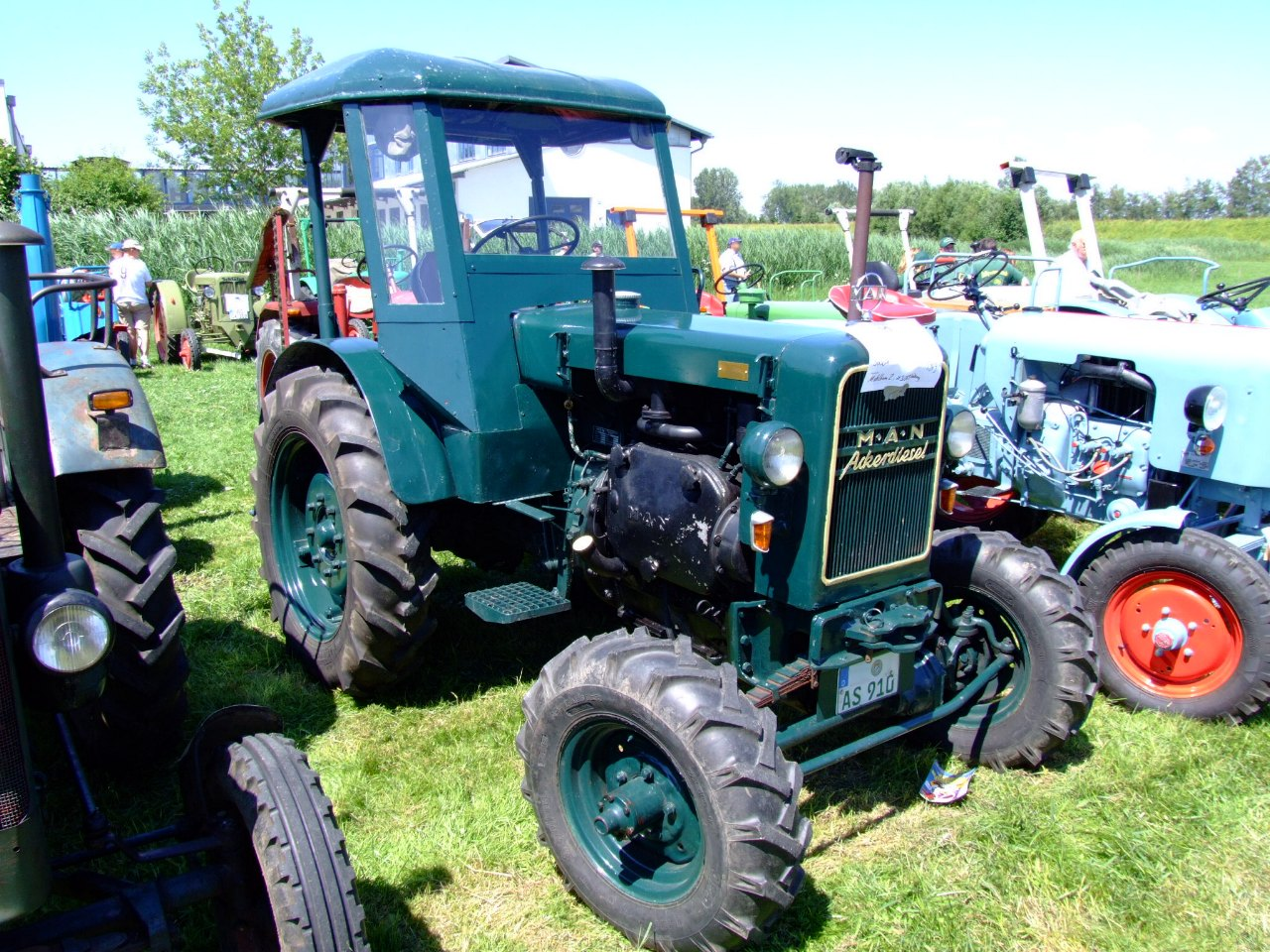
MAN AS 325 A (1949)
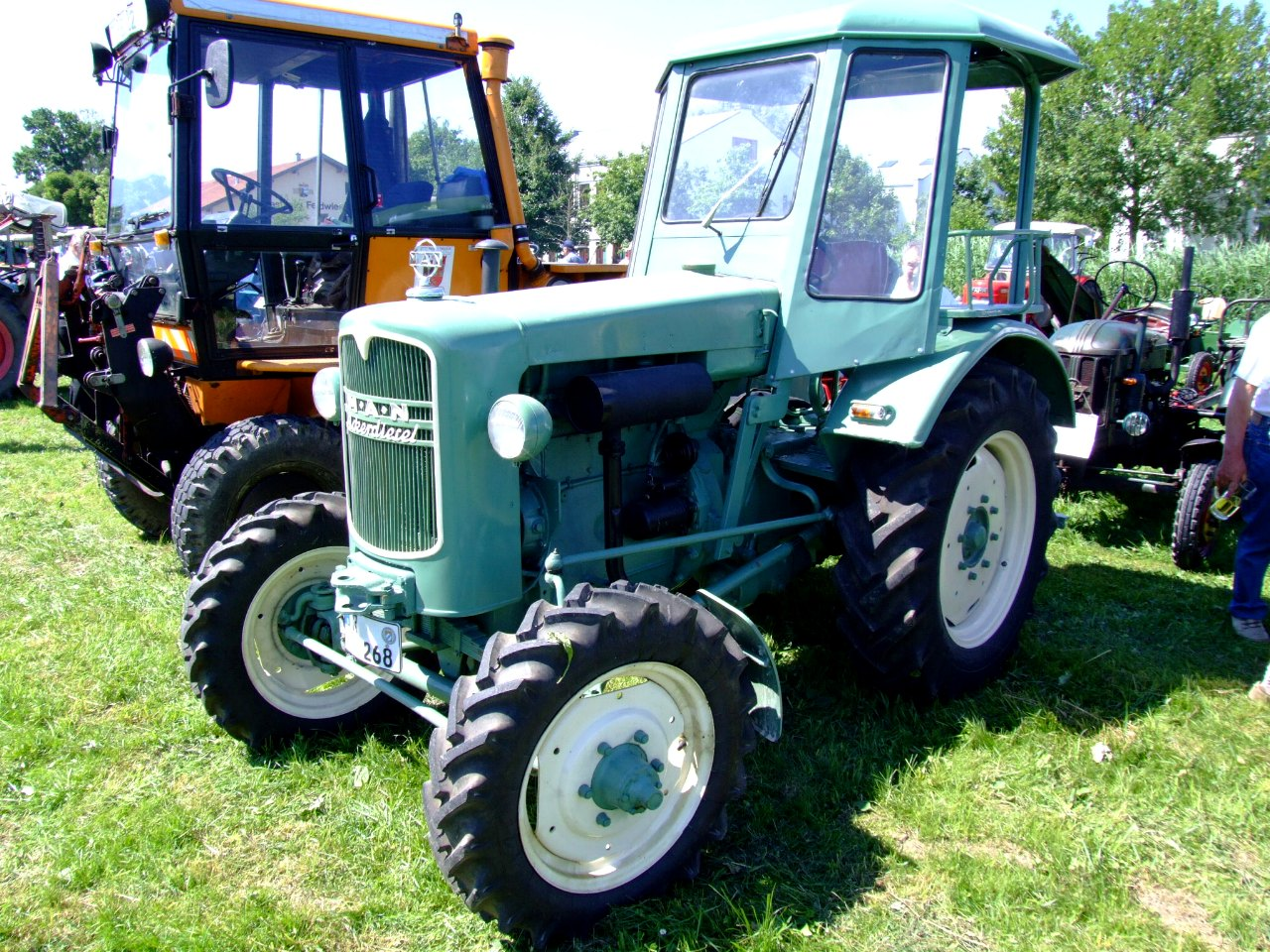
MAN AS 330 A (1951)
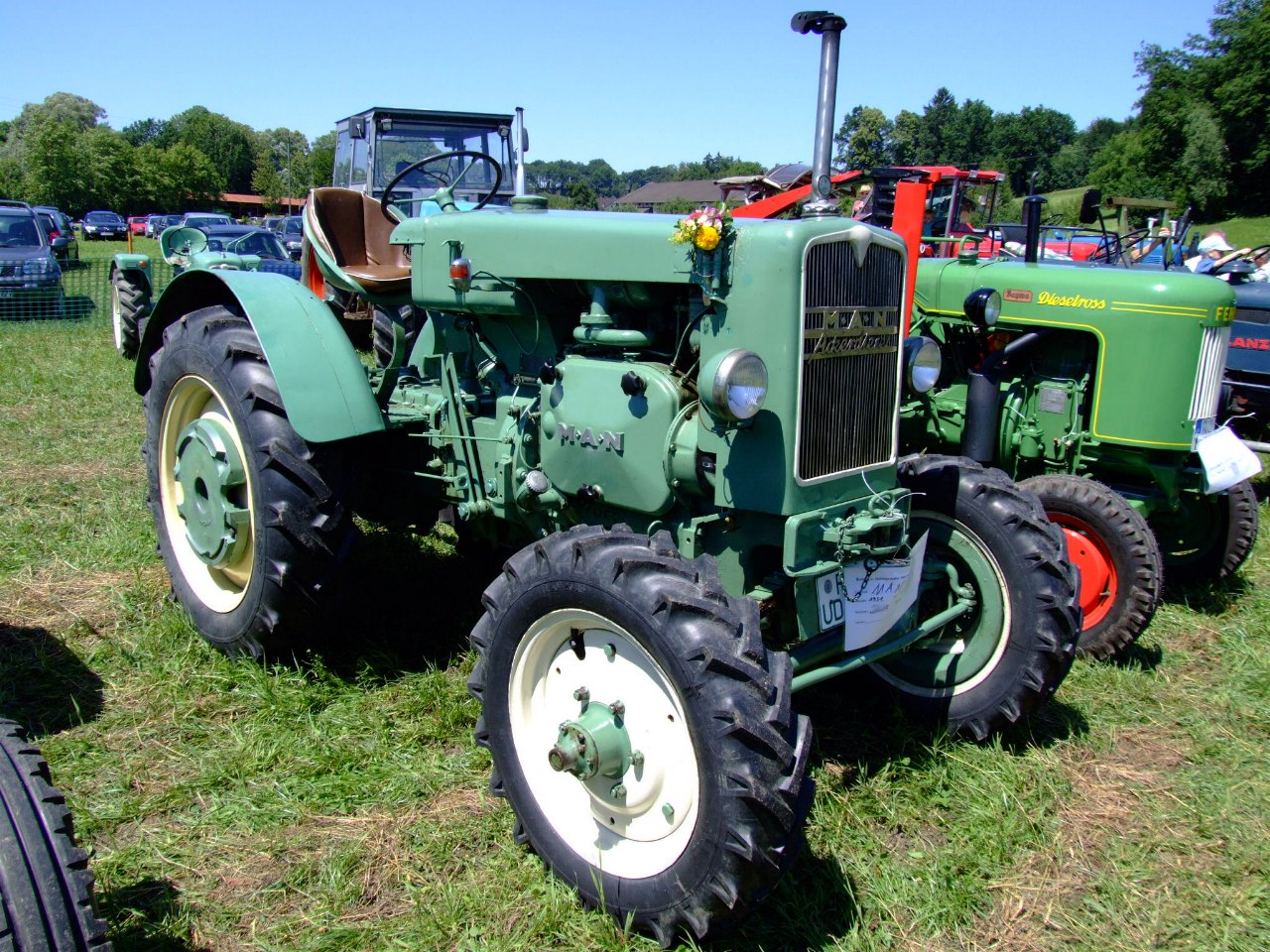
MAN AS 330 FA (1951)
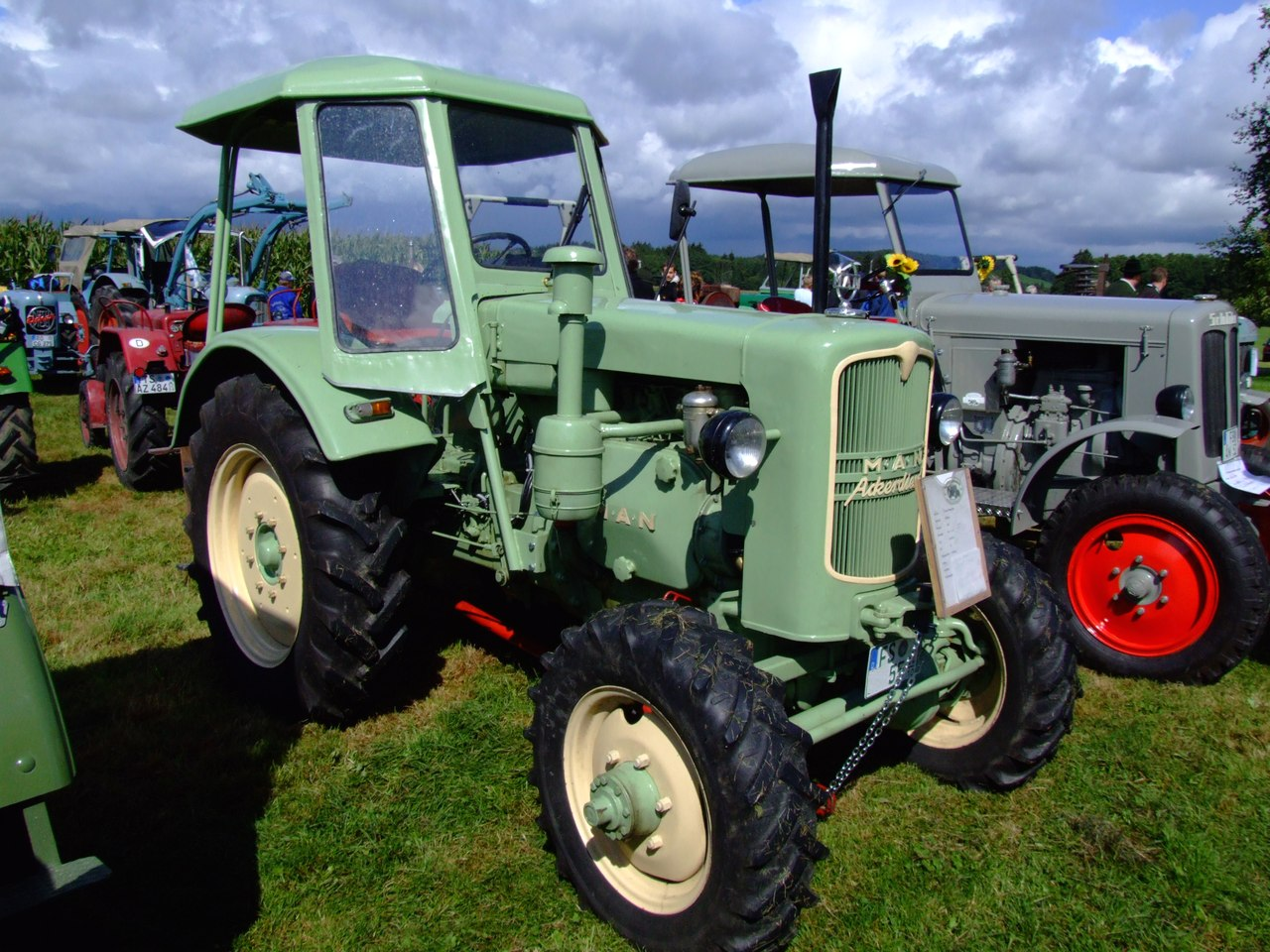
MAN AS 430 A (1955)
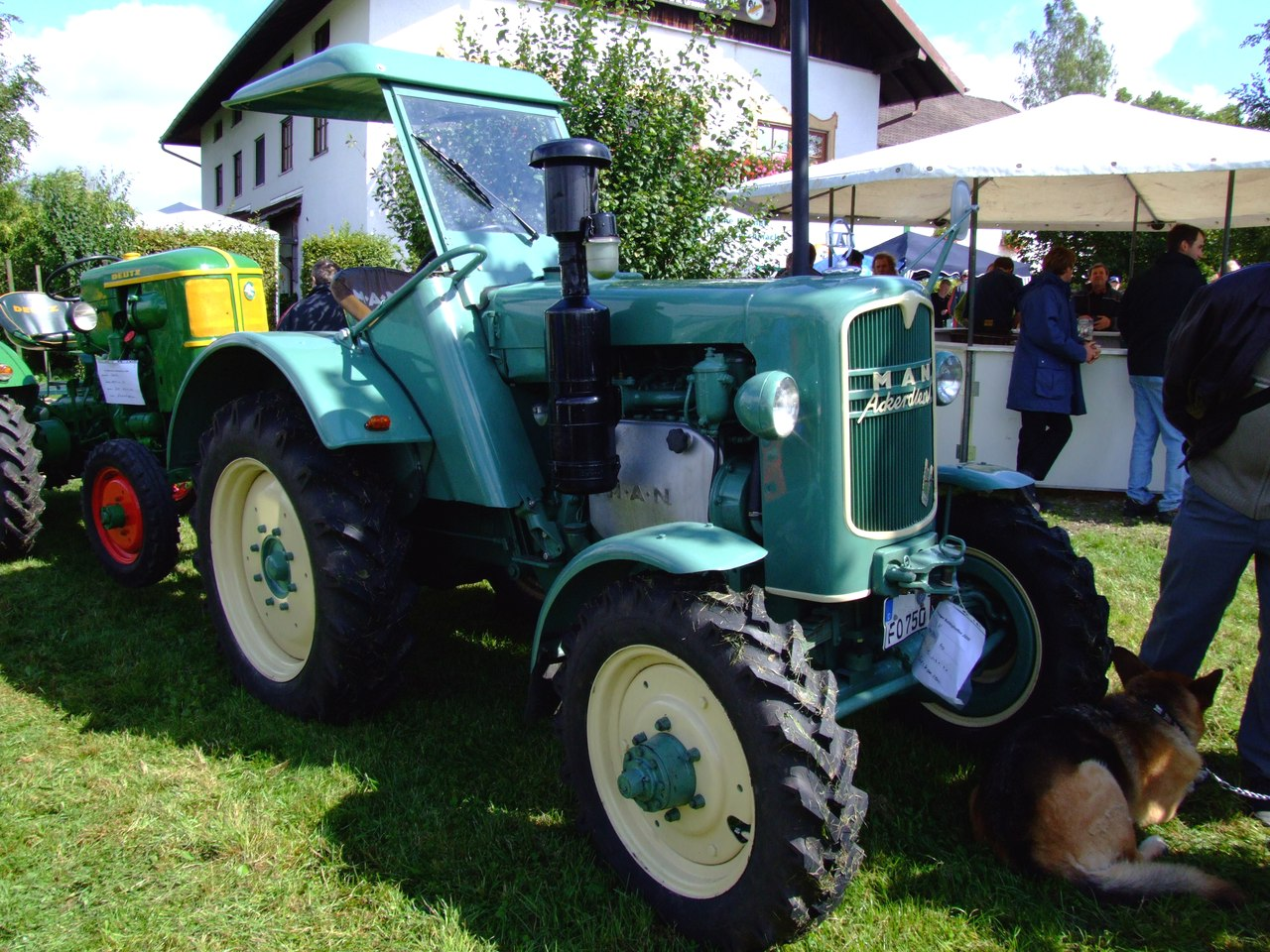
MAN AS 440 A (1953)
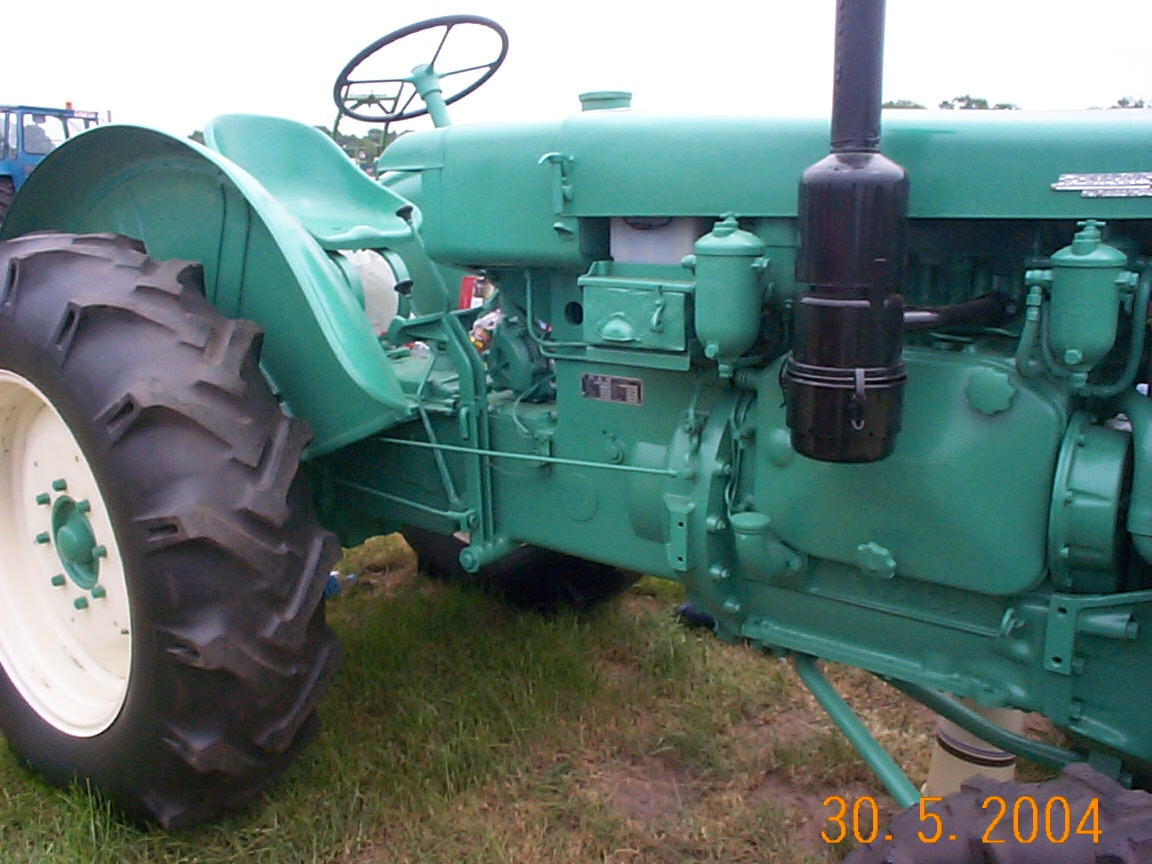
MAN B 42 A (1955; exportní model)
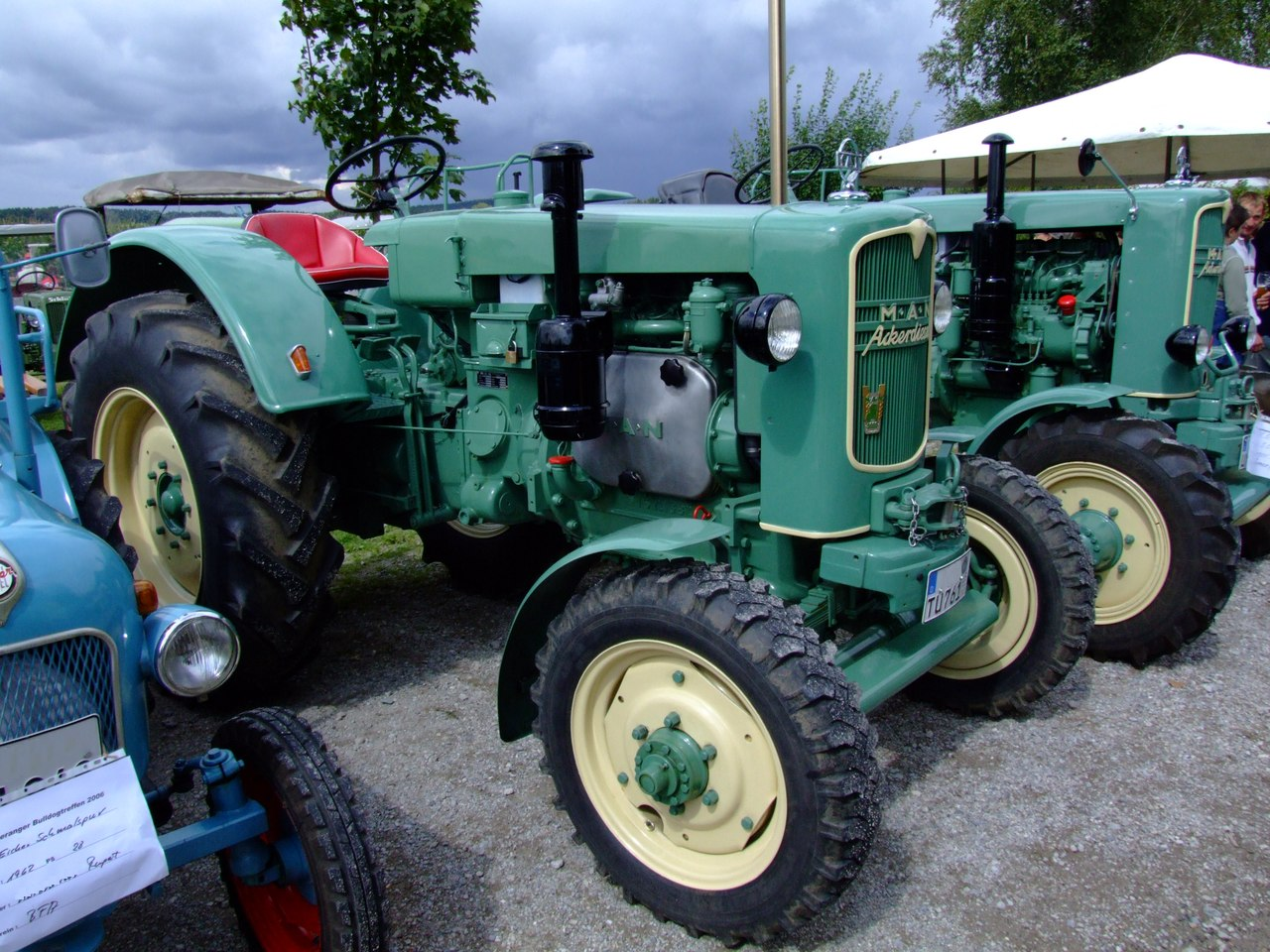
MAN B 45 A (1955)
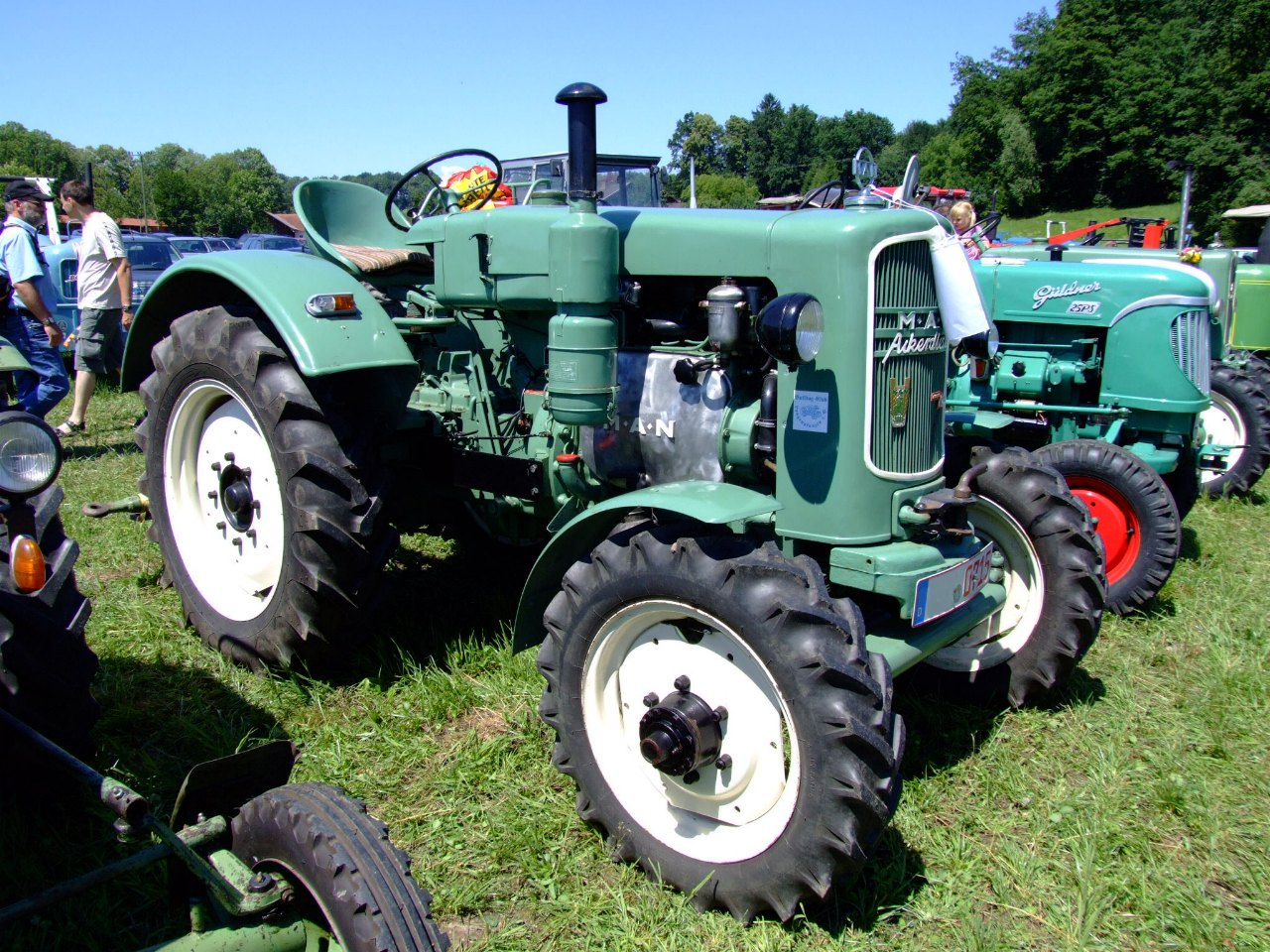
MAN C 40 A (1955)
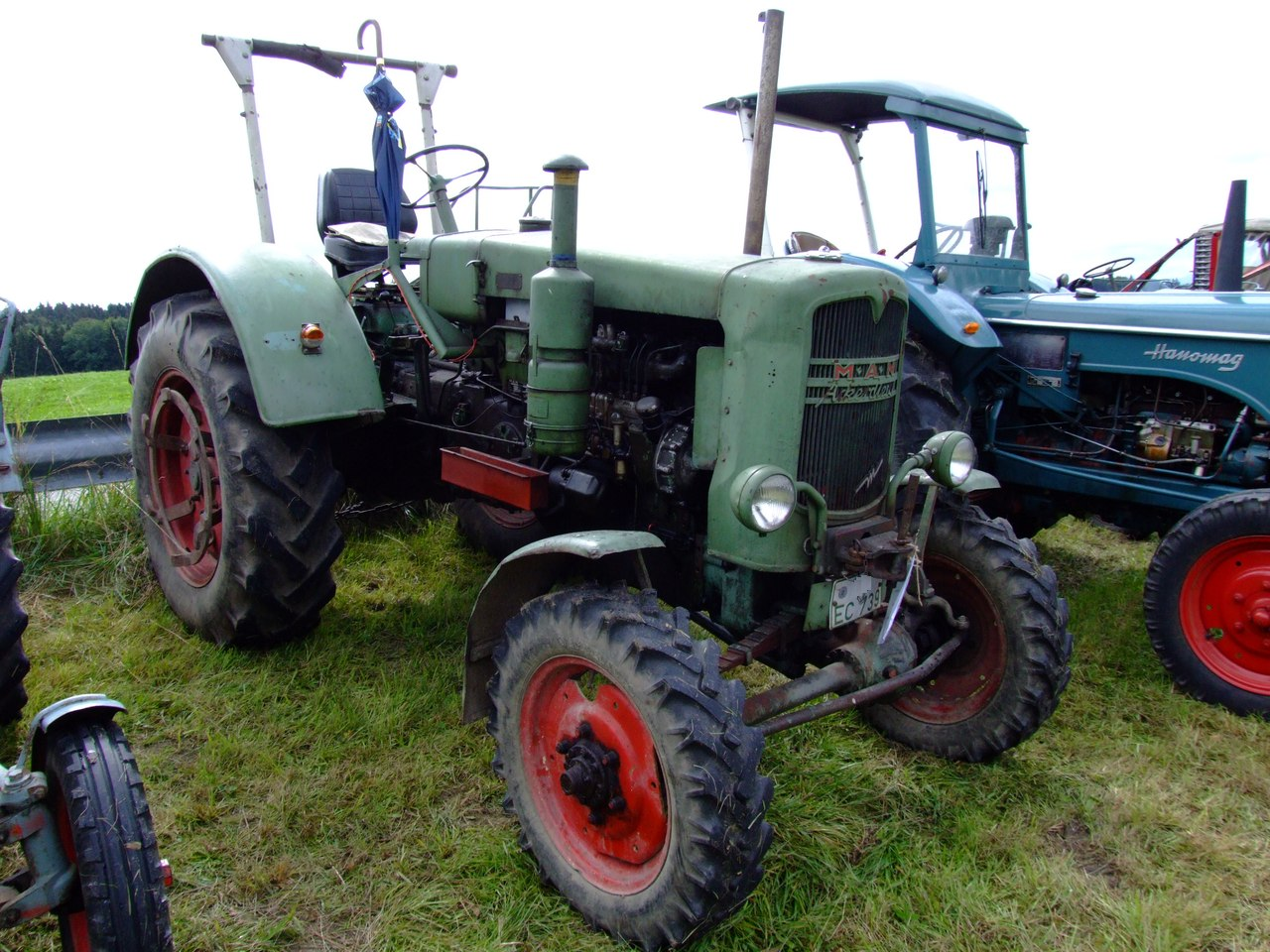
MAN D 40 A (1957)
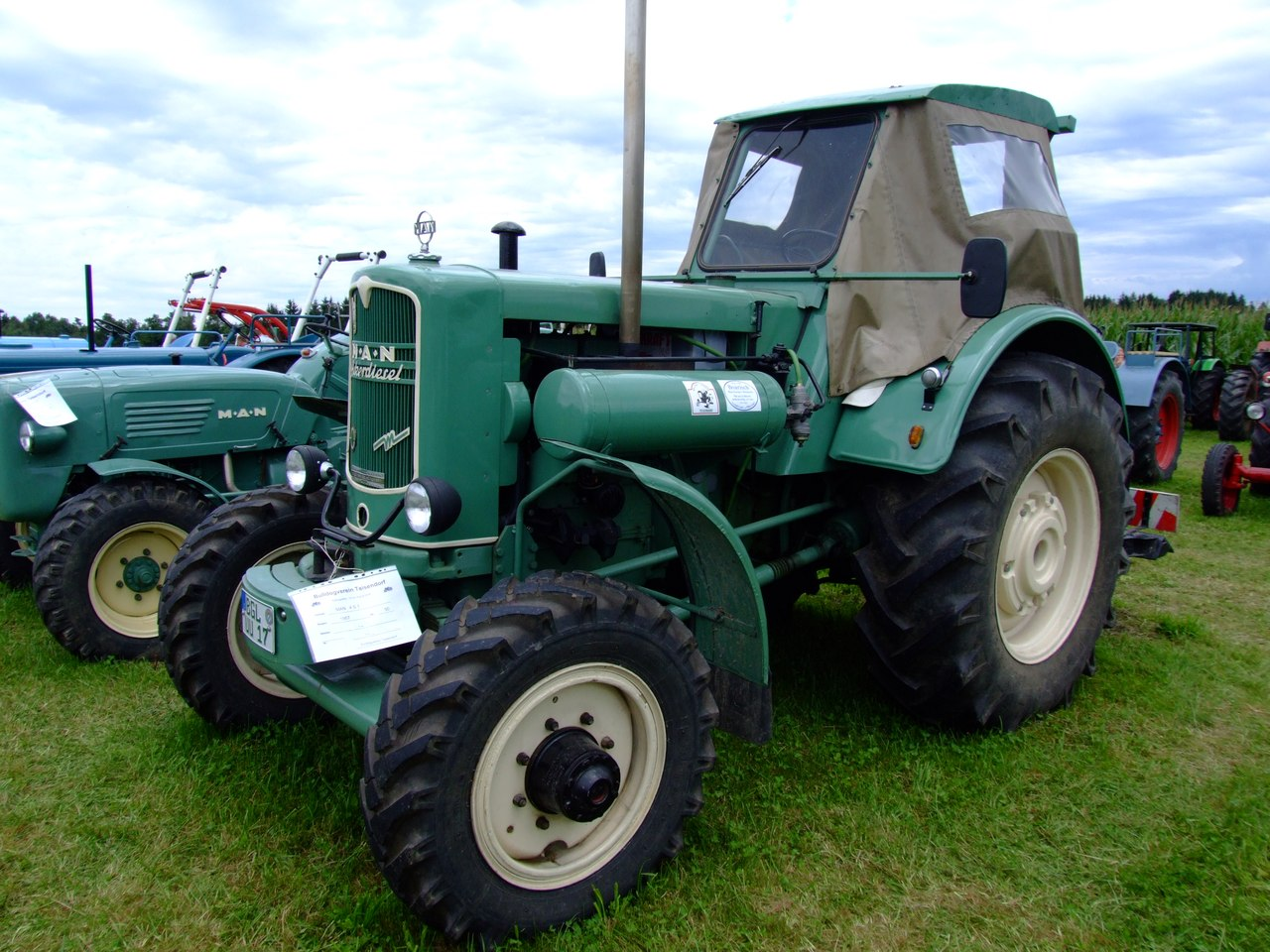
MAN 4S1 (1957)
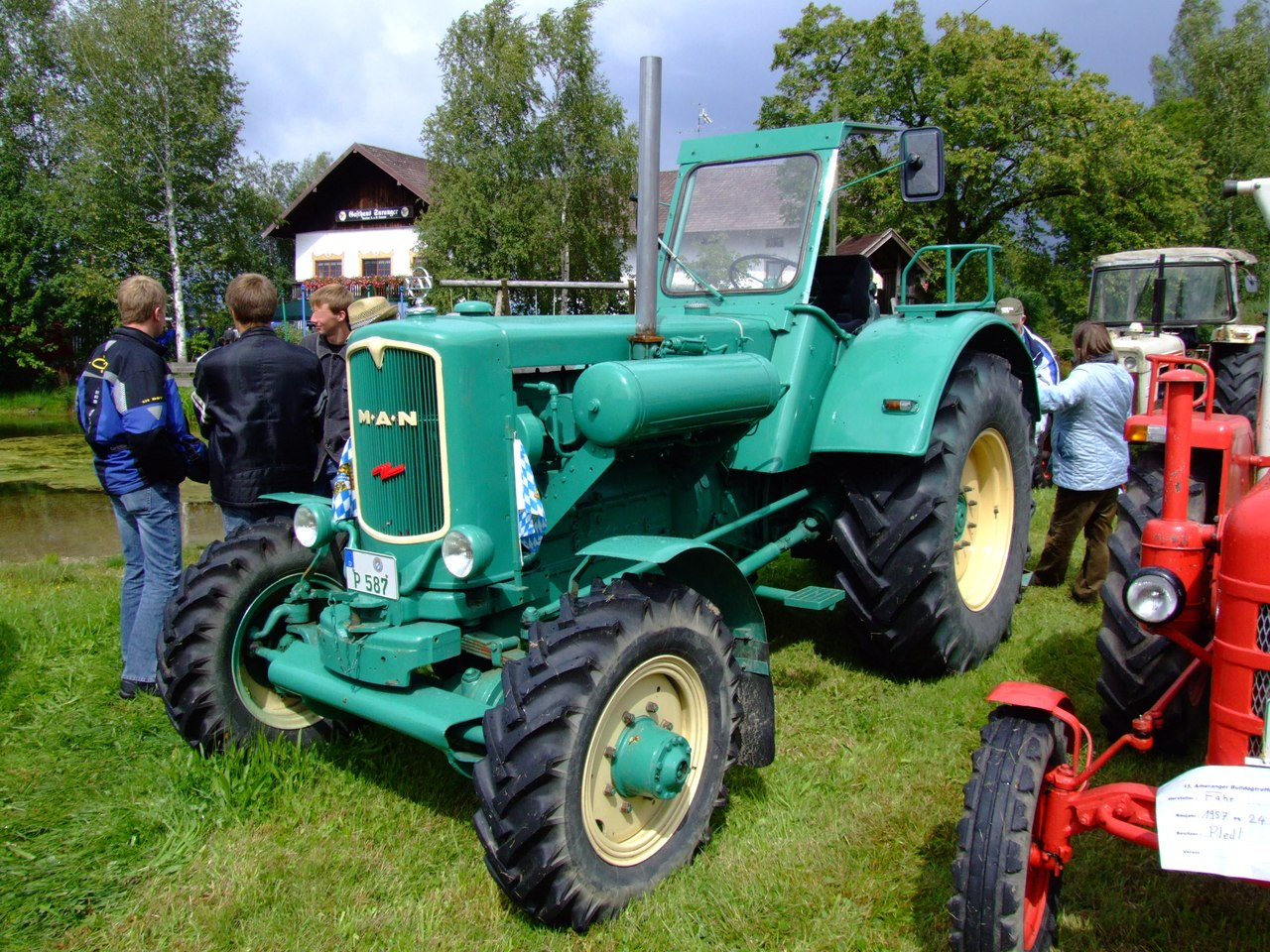
MAN 4ST8 (1958)
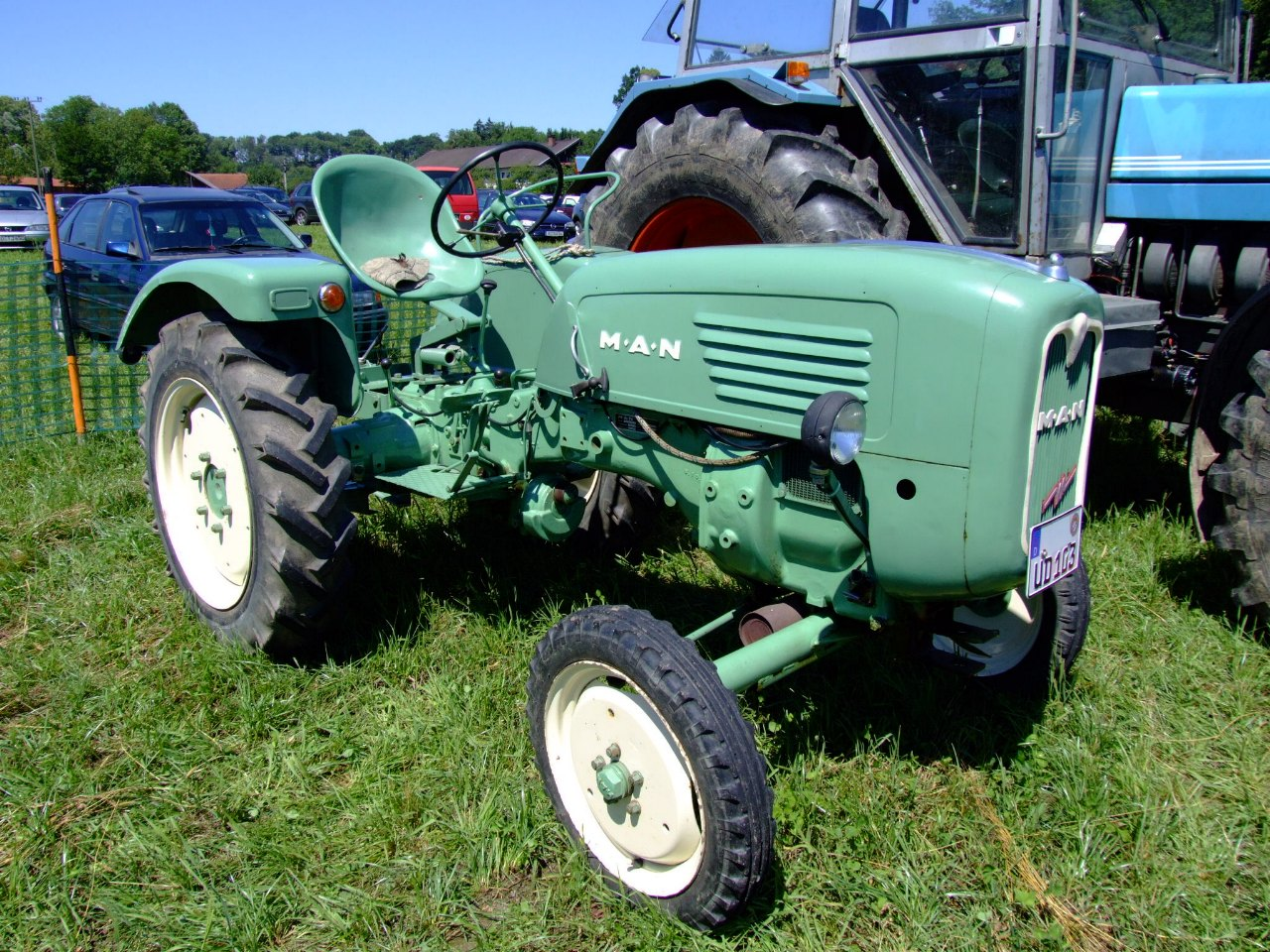
MAN 2F1 (1959)
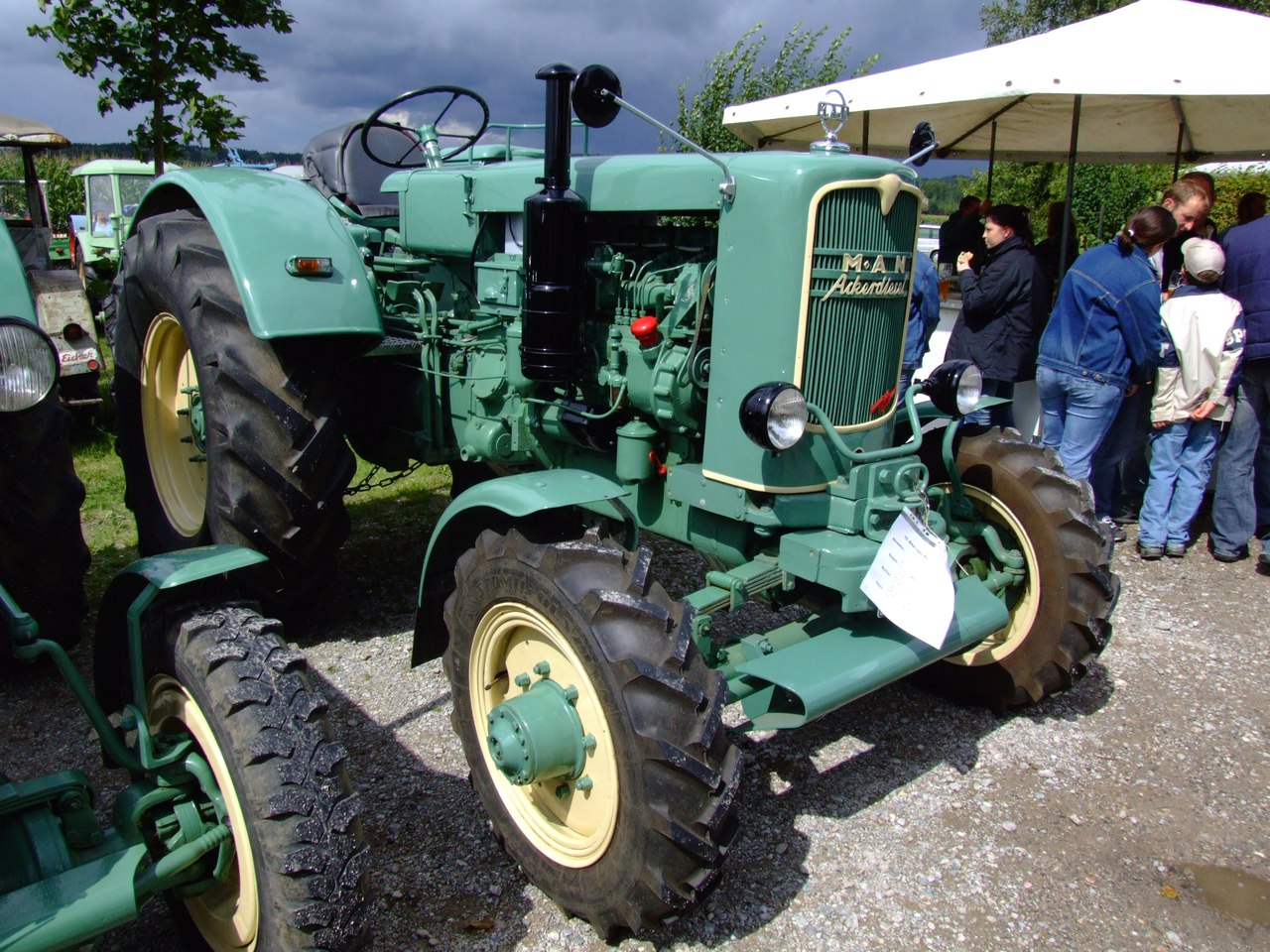
MAN 4S2 (1959)
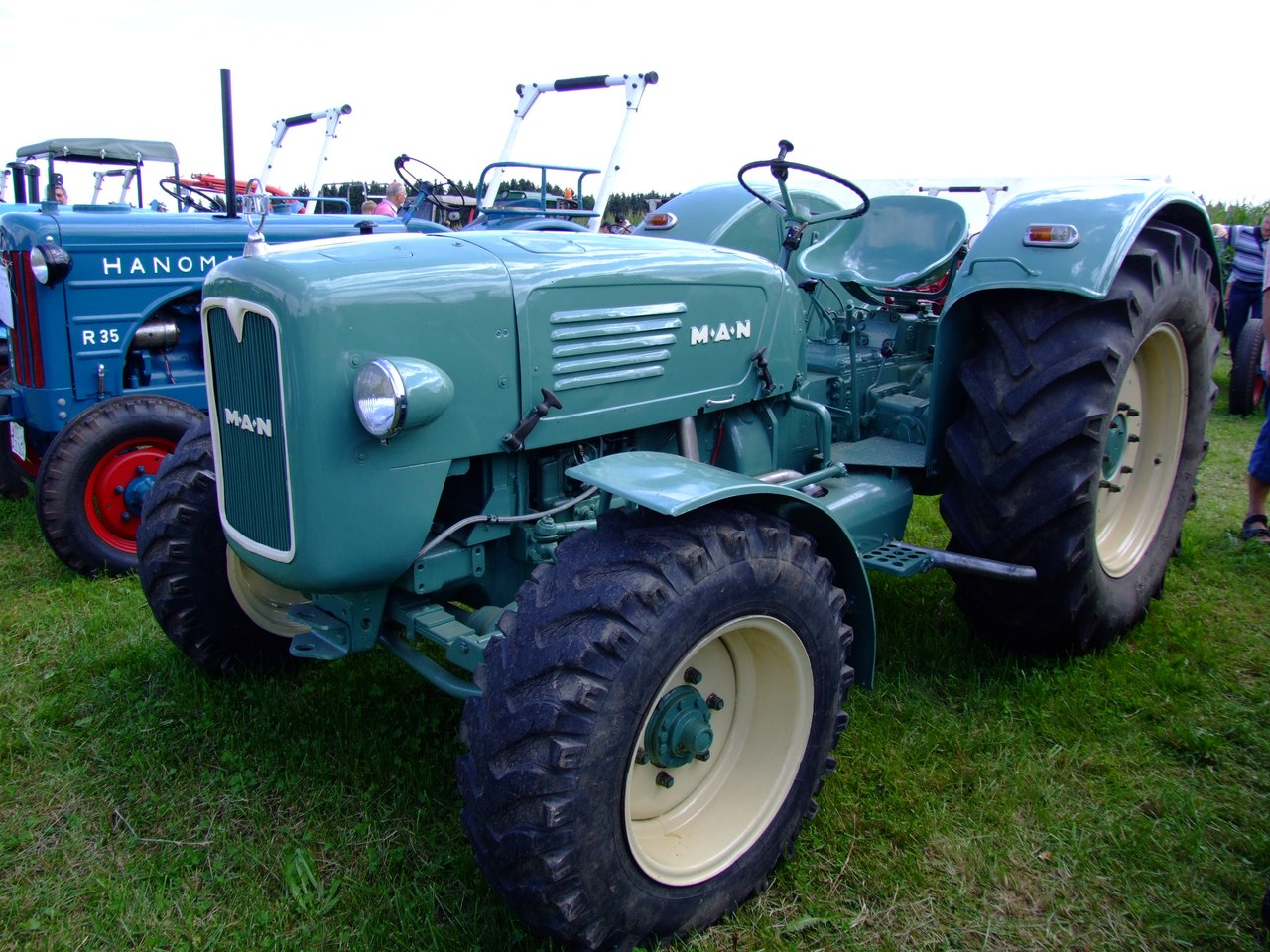
MAN 4R3 (1960)
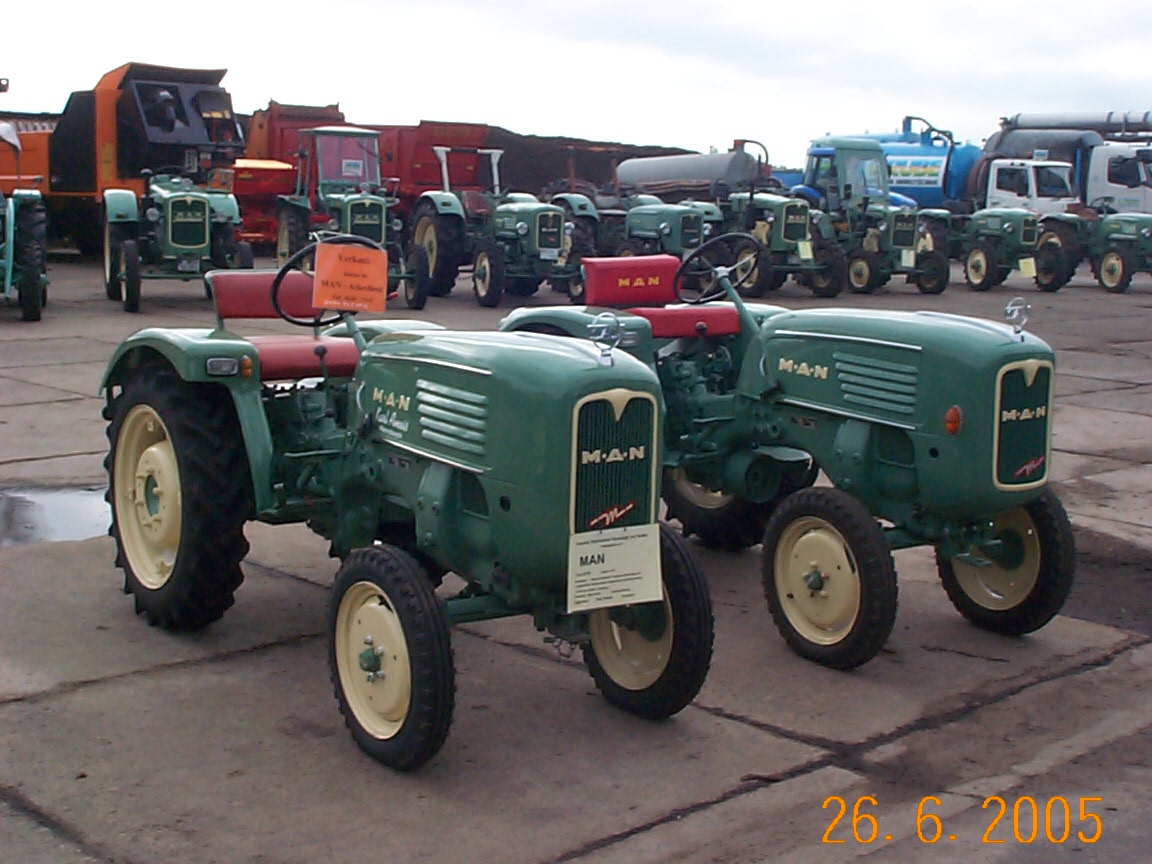
MAN 2F1S (1961) úzký rozchod
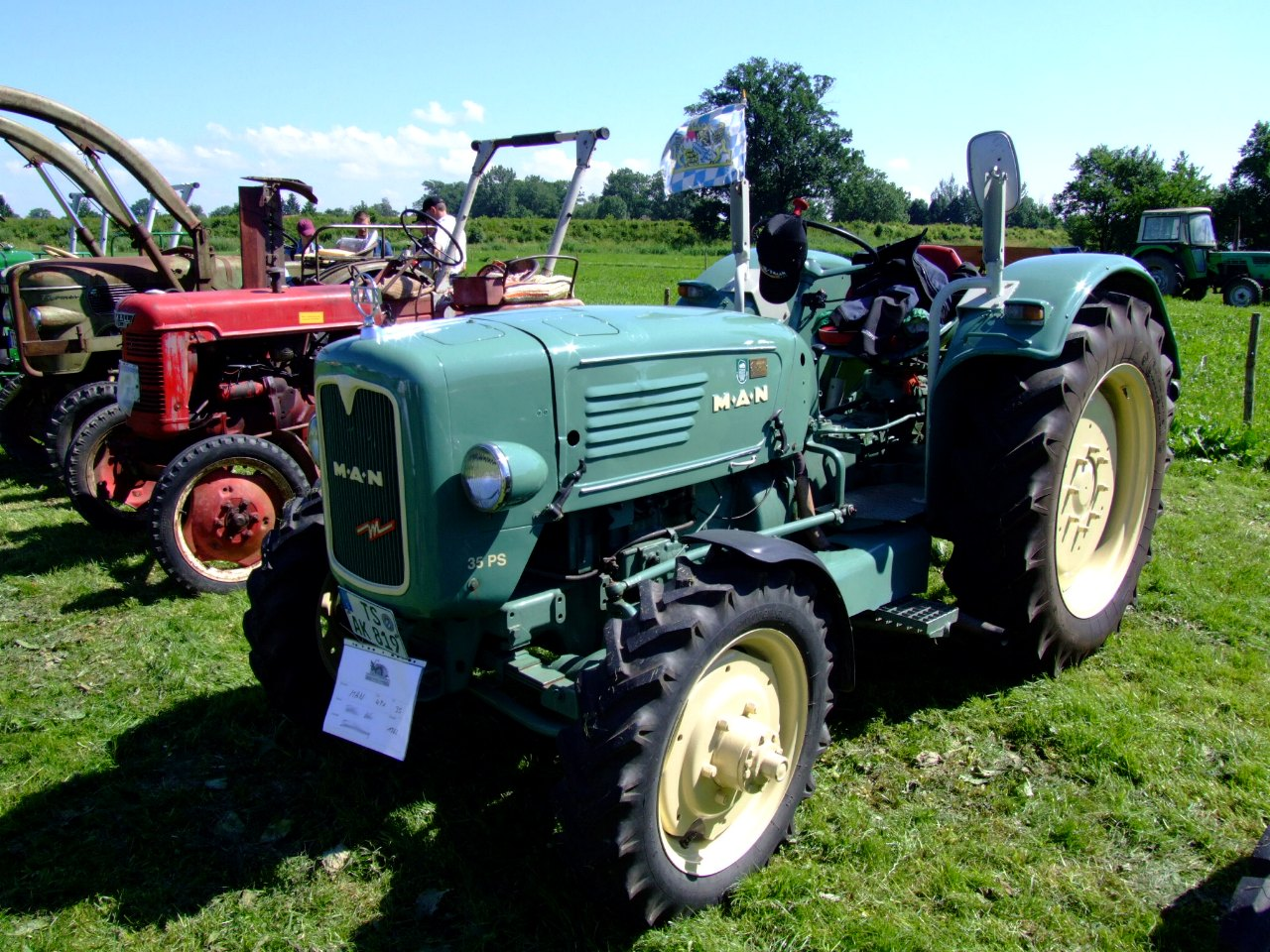
MAN 4P1 (1962)